# Čachtice
Čachtice (wym. [t͡ʃaxtʲɪt͡se], węg. Csejte) – wieś (obec) w powiecie Nowe Miasto nad Wagiem, w kraju trenczyńskim, w zachodniej Słowacji, o populacji około 4 tysięcy mieszkańców (stan na 2016).
Miejscowość położona jest pomiędzy Niziną Naddunajską i Małymi Karpatami. Wieś najbardziej znana jest z zamku, domu Elżbiety Batory, która znana jest z rzekomych seryjnych morderstw. Zamek znajduje się na wzgórzu porośniętym rzadkimi roślinami, więc teren został uznany z tego powodu za narodowy rezerwat przyrody (Čachtický hradný vrch).

## Historia
Znaleźć tutaj można ślady prehistorycznych osad neolitycznych, z epoki brązu, z okresu rzymskiego i wczesnego okresu słowiańskiego.
Pierwsza pisemna wzmianka o wsi pochodzi z 1263 r.. Wieś Čachtice otrzymała status miasta w 1392, ale później została zdegradowana do poprzedniego miana. 10 sierpnia 1847 r. miejscowa plebania była miejscem spotkania pierwszego ogólnonarodowego Kulturalnego Towarzystwa Słowaków "Tatrín", gdzie została przyjęta ostateczna decyzja o zastosowaniu centralnych dialektów słowackich jako podstawy nowego standardu ujednoliconego języka słowackiego.

## Zamek

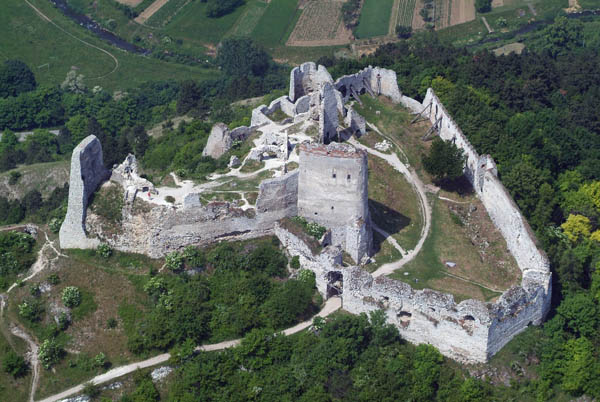
Ruiny zamku w Čachticach

Zamek został wybudowany w XIII w. w celu ochrony szlaku handlowego prowadzącego do Moraw. Najbardziej znanym właścicielem zamku była hrabina Elżbieta Batory, która została skazana za liczne morderstwa i otrzymała przydomek „Krwawa Dama”. Była uwięziona w swoim zamku i tam zmarła w 1614. Budynek został opuszczony w 1708, a obecnie pozostały tylko jego ruiny. Stanowi teraz atrakcję turystyczną, która jednak w latach 2012–2014 była zamknięta dla zwiedzających z powodu prac konserwatorskich.

## Zasoby genealogiczne
Zapisy badań genealogicznych przechowywane są w archiwum państwowym „Statny Archiv w Bratysławie, na Słowacji”.
- zapisy kościoła rzymskokatolickiego (urodzenia/małżeństwa/zgony) w parafii A
- zapisy kościoła luterańskiego (urodzenia/małżeństwa/zgony) w parafii B